# Ophiomyia lacertosa
Ophiomyia lacertosa är en tvåvingeart som beskrevs av Spencer 1973. Ophiomyia lacertosa ingår i släktet Ophiomyia och familjen minerarflugor.
Artens utbredningsområde är Florida. Inga underarter finns listade i Catalogue of Life.